# Tiro ai Giochi della V Olimpiade - Carabina piccola bersaglio a scomparsa individuale
La competizione della carabina piccola bersaglio a scomparsa individuale  di tiro a segno ai Giochi della V Olimpiade si tenne il 5 luglio 1912 a Kaknäs, Djurgården, Stoccolma.

## Risultati
Bersaglio a 25 metri. 5 serie da 25 colpi. Il bersaglio appare per tre secondi, con un intervallo di 5 secondi tra un colpo e l'altro. La classifica è determinata dai bersagli colpiti. La parità fu decisa da 1) numero di punti fatti, 2) numero di centri  con punti 10, 3) numero di centri con punti 9, etc.
| Pos.    | Atleta                  | Nazione     | Bersagli | Punti | 10/9 |
| ------- | ----------------------- | ----------- | -------- | ----- | ---- |
| Oro     | Vilhelm Carlberg        | Svezia      | 25       | 242   |      |
| Argento | Hübner von Holst        | Svezia      | 25       | 233   |      |
| Bronzo  | Gideon Ericsson         | Svezia      | 25       | 231   | 12/8 |
| 4       | Joseph Pepe             | Regno Unito | 25       | 231   | 9/13 |
| 5       | Bob Murray              | Regno Unito | 25       | 228   |      |
| 6       | Axel Gyllenkrok         | Svezia      | 25       | 227   |      |
| 7       | William Pimm            | Regno Unito | 25       | 225   |      |
| 8       | Fred Hird               | Stati Uniti | 25       | 221   |      |
| 9       | Harry Burt              | Regno Unito | 24       | 222   |      |
| 10      | Robert Löfman           | Svezia      | 24       | 221   |      |
| 11      | Erik Odelberg           | Svezia      | 24       | 219   |      |
| 12      | Edward Lessimore        | Regno Unito | 24       | 218   |      |
| 13      | William Styles          | Regno Unito | 24       | 216   |      |
| 14      | Neil McDonnell          | Stati Uniti | 24       | 212   |      |
| 15      | Gustaf Boivie           | Svezia      | 24       | 212   |      |
| 16      | Ed Anderson             | Stati Uniti | 24       | 208   |      |
| 17      | Warren Sprout           | Stati Uniti | 24       | 205   |      |
| 18      | Frangiskos Mavrommatis  | Grecia      | 24       | 204   |      |
| 19      | Léon Johnson            | Francia     | 24       | 203   |      |
| 20      | Eric Carlberg           | Svezia      | 23       | 219   |      |
| 21      | Iōannīs Theofilakīs     | Grecia      | 23       | 214   |      |
| 22      | William Milne           | Regno Unito | 23       | 212   |      |
| 23      | Francis Kemp            | Regno Unito | 23       | 206   |      |
| 24      | Bill Leushner           | Stati Uniti | 23       | 206   |      |
| 25      | Axel Wahlstedt          | Svezia      | 23       | 200   |      |
| 26      | Aleksandr Dobrzhansky   | Russia      | 23       | 190   |      |
| 27      | Pierre Gentil           | Francia     | 23       | 176   |      |
| 28      | Arthur Nordenswan       | Svezia      | 22       | 200   |      |
| 29      | David Griffiths         | Regno Unito | 22       | 192   |      |
| 30      | Nikolaos Levidis        | Grecia      | 22       | 192   |      |
| 31      | Povl Gerlow             | Danimarca   | 21       | 174   |      |
| 32      | Vladimir Potekin        | Russia      | 20       | 171   |      |
| 33      | Sándor Török de Szendrő | Ungheria    | 18       | 146   |      |
| 34      | Carl Osburn             | Stati Uniti | 18       | 146   |      |
| 35      | Robert Jonsson          | Svezia      | 17       | 143   |      |
| 36      | Iakovos Theofilas       | Grecia      | 14       | 116   |      |